# 整数复杂度
在数论中， 一个整数的整数复杂度（英語：Integer complexity）是用最少数量1的算式來表達此整數，可以使用任何数量的 加法、乘法与括号，最後算式中出現1的個數即為整数复杂度。

## 例
例如，整数11可以使用8个1表示：
11 = (1 + 1 + 1) × (1 + 1 + 1) + 1 + 1.
若是用7个1或是更少個數的1，無法表示7。 因此7的整數复杂度就是8。
整數1, 2, 3, ...的整数复杂度分別是
1, 2, 3, 4, 5, 5, 6, 6, 6, 7, 8, 7, 8, 8, 8, 8, 9, 8, ... （OEIS數列 A005245）
複雜度為1, 2, 3, ...的最小整數分別是
1, 2, 3, 4, 5, 7, 10, 11, 17, 22, 23, 41, 47, ... （OEIS數列A005520）

## 外部連結
- 计算整数复杂度的MATLAB代码 （页面存档备份，存于）
- 解释以上MATLAB代码的原版文章
- 2019年更新的C与Python计算代码